# Matrice de colonnes
Pour les articles homonymes, voir CGA.
La matrice de colonnes (en anglais Column Grid Array ou CGA) est un type de boîtier de circuit intégré, destiné à être brasé sur un circuit imprimé par montage en surface.

## Principe
Un boitier CGA se présente sous la forme de plusieurs rangées de colonnes (ou cylindres) alignées sur une grille. Le mot matrice est ici utilisé dans son sens mathématique, c'est-à-dire un synonyme de tableau, grille.
L'intérêt d'un boîtier CGA par rapport à un boîtier BGA est qu'il a une meilleure tenue mécanique dans des conditions thermiques difficiles. Il est par exemple utilisé dans des applications militaires nécessitant une gamme de température étendue (-40 à 125 °C), ou pour des composants à forte dissipation thermique, ou avec un substrat céramique. La relative flexibilité des colonnes permet en effet de compenser la dilatation thermique du circuit intégré par rapport au PCB.
Pour atteindre des flexibilités encore plus élevées, on peut remplacer les colonnes solides par des micro-ressorts.